# The Power Within
The Power Within je hudební album skupiny DragonForce. Vydala je v roce 2012.

## Seznam skladeb
1. "Holding On"
2. "Fallen World"
3. "Cry Thunder"
4. "Give Me the Night"
5. "Wings of Liberty"
6. "Seasons"
7. "Heart of the Storm"
8. "Die By the Sword"
9. "Last Man Stands"
10. "Seasons (akustická verze)"